# آرون کینگ
آرون کینگ (انگلیسی: Aaron King؛ زادهٔ ۲۶ ژوئیهٔ ۱۹۸۴) بازیکن فوتبال اهل ایالات متحده آمریکا است.
از باشگاه‌هایی که در آن بازی کرده‌است می‌توان به باشگاه فوتبال کلرادو رپیدز اشاره کرد.